# Ster van Verdienste (Saint Kitts en Nevis)
De Ster van Verdienste (Engels: Star of Merit) is een onderscheiding die wordt toegekend aan burgers van Saint Kitts en Nevis, als erkenning voor hun buitengewone dienst aan de natie.
De onderscheiding werd in 1998 ingesteld door koningin Elizabeth II. De ster was de eerste lokale onderscheiding sinds de onafhankelijkheidsmedaille. Men verleent haar voor belangrijke verdiensten. Dragers mogen, naar Brits voorbeeld, de letters "CSM" achter hun naam dragen.